# Димитриос Дзимас
Димитриос Дзимас (на гръцки: Δημήτριος Τζήμας) е гръцки политик.

## Биография
Дзимас е роден във влашкото село Самарина. Работи като съдия, а по-късно като адвокат в Костур. В междувоенния политически сблъсък между Либералите и Народняците Дзимас стои на десни позиции. В 1926 - 1928 година е избран за депутат от Костур-Лерин от Партията на свободомислещите на Йоанис Метаксас. След края на парламентарния мандат се завръща към адвокатската си практика в Костур, където малко по-късно става нотариус. Умира в началото на 1936 г. Баща е на видния политик комунист Андреас Дзимас.